# تشاك زيتو
تشاك زيتو (بالإنجليزية: Chuck Zito)‏ مواليد 01 مارس 1953 في نيويورك، الولايات المتحدة، هو ممثل أمريكي بدأ مسيرته الفنية عام 1991. هو أيضا ممثل صوت.

## الأعمال

### أفلام
- جبهة داخلية

## روابط خارجية
- تشاك زيتو على موقع IMDb (الإنجليزية)
- تشاك زيتو على موقع قاعدة بيانات الأفلام السويدية (السويدية)
- تشاك زيتو على موقع إن إن دي بي (الإنجليزية)
- تشاك زيتو على موقع قاعدة بيانات الفيلم (الإنجليزية)